# Архентінос Хуніорс
Архентінос Хуніорс (ісп. Asociación Atlética Argentinos Juniors) — аргентинський футбольний клуб з міста Буенос-Айреса. Триразовий чемпіон Аргентини, володар Кубка Лібертадорес 1985 року.

## Досягнення
- Чемпіон Аргентини: 1984 (Метрополітано), 1985 (Насьональ), 2010 (Клаусура)
- Володар Кубка Лібертадорес: 1985
- Міжамериканський Кубок: 1986

## Відомі гравці
- Дієго Марадона (1976—1980) — 116 голів у 166 матчах
- Нестор Ортігоса (2004—)
- Серхіо Батіста — гравець, який провів найбільше матчів за команду (272)